# ʿAlī ʿAbd ar-Rāziq

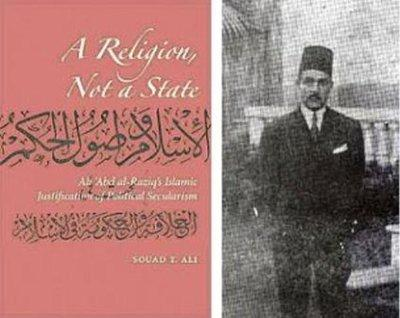
ʿAlī ʿAbd ar-Rāziq

ʿAlī ʿAbd ar-Rāziq, auch Ali Abdel Raziq (arabisch علي عبد الرازق‎; * 1887 oder 1888; † 1966), war ein ägyptischer Islamgelehrter und Scharia-Richter. Er kann als geistiger Vater des islamischen Säkularismus betrachtet werden.

## Leben und Werk
Sein Hauptwerk heißt „Der Islam und die Grundlagen des Regierens“ (al-Islām wa-uṣūl al-ḥukm), das erstmals 1925 veröffentlicht wurde. Aufgrund der kontroversen Standpunkte bezüglich der Notwendigkeit des Kalifats und des Religionsstaats löste das Buch in Ägypten eine heftige intellektuelle und politische Debatte aus.
Im Grunde behauptet er darin, dass sich die Muslime auf irgendeine Regierungsform einigen dürfen, solange sie ihren Interessen und dem Gemeinwohl dient, sei sie religiös oder weltlich.
Dabei vertritt er folgende Argumente: Weder die beiden Hauptquellen des islamischen Rechts (der Scharia), also der Koran und die Sunna, noch der Idschma (Konsens), noch die Vernunft verlangen die Herrschaft eines Kalifen oder eines Imams. Auch die Erfahrung lehre, dass das Kalifat den Muslimen und dem Islam nur Unheil gebracht habe. Gerade durch die Trennung von Staat und Religion werde die Religion vor politischem Missbrauch geschützt.
Vor allem weil Abd ar-Raziq die Gräuel des Kalifats betont, kann man davon ausgehen, dass er eine humanistische Regierungsweise befürwortete, womöglich einen demokratischen Staat, auch wenn er dies in seinem Buch nicht ausdrücklich formuliert. Dies wird nicht zuletzt dadurch bestätigt, dass sowohl sein Vater, Hasan Abd ar-Raziq, als auch sein ältester Bruder, der bekannte Philosoph Mustafa Abd ar-Raziq, Verfechter des ägyptischen Liberalismus waren.
Ali Abd ar-Raziq schrieb außerdem noch das Buch „Konsens im islamischen Recht“ (al-iǧmāʿ fī š-šāriʿa al-islāmiyya), das 1947 herausgegeben wurde.

## Schriften
- Ali Abderraziq: L'islam et les fondements du pouvoir. Übers. und Vorwort von Abdou Filaly-Ansary. Éditions La Découverte, Paris 1994.
- Ali Abd ar-Raziq: al-Islām wa-Uṣūl al-Ḥukm: Bahṯ fī l-Ḫilāfa wa-l-Ḥukūma fī l-Islām („Der Islam und die Grundlagen des Regierens: Studie über das Kalifat und Regieren im Islam“). Kritik und Kommentar von Mamdooh Haqqi. Beirut 1978 (zuerst Beirut 1925)
  - Digitalisat der Ausgabe Miṣr 1925.
  - in Deutsch: Der Islam und die Grundlagen der Herrschaft, in Andreas Meier, Der politische Auftrag des Islam. Programme und Kritik zwischen Fundamentalismus und Reformen. Originalstimmen aus der islamischen Welt. Peter Hammer Verlag, Wuppertal 1994, ISBN 3872946161, S. 106–114. Mit Einleitung des Hg.
- Ali Abd ar-Raziq: al-Iǧmāʿ fī š-Šāriʿa al-Islāmiyya („Konsens im islamischen Recht“). Dār al-Fikr al-ʿArabī, 1947.
- Alî Abd ar-Râziq: Der Islam und die Grundlagen der Herrschaft. Übersetzung und Kommentar des Werkes von Alî Abd ar-Râziq. In: Leipziger Beiträge zur Orientforschung. Band 24. Peter Lang, Frankfurt am Main 2009, ISBN 978-3-631-59613-5.